# Список персонажей Negima!: Magister Negi Magi
Список персонажей манги Negima!: Magister Negi Magi и её аниме-адаптаций.

## Главный герой

### Нэги Спрингфилд
Нэги Спрингфилд (яп. ネギ・スプリングフィールド Нэги Супурингуфи:рудо) — главный персонаж. Сын легендарного Наги Спрингфилда известного как «Мастер тысячи» и Арики, королевы страны Вэспэратии, в прошлом спасших магический мир от разрушения. Его мать была использована как козёл отпущения за ужасы войны и пропала вместе с его отцом, вот уже десять лет считающимся погибшим. Единственной семьей для Нэги стала его сестра. Шесть лет назад на деревню в которой они жили было совершенно нападение и большая часть жителей была превращена в камень. Нэги и его сестра же были спасены Наги, который вновь исчез после этого инцидента оставив в память о себе свой посох. В итоге желания отомстить за деревню и пойти по стопам отца стали основной силой определяющей дальнейший жизненный путь Нэги.
На момент начала сюжета, Нэги, в возрасте девяти лет закончил магическое училище. Несмотря на это он все ещё испытывает некоторые трудности с использованием магии — его чих в лучшем случае вызывает сильный ветер, в худшем — уничтожает одежду на окружающих его девушках. Для завершения обучения, он был направлен на стажировку в Японию, в роли нового учителя английского академии «Махора». В «Махоре» его поселили к одной из его учениц, Асуне. Несмотря на то что Асуна терпеть не может детей, Нэги удалось наладить с ней отношения уровня брат-сестра и впоследствии она стала первой девушкой заключившей с ним контракт. Из-за своей привычки спать с сестрой и того что Асуна похожа на неё, Нэги периодически пробирается в постель к своей новой соседке. Помимо симпатий Асуны, Нэги заслужил симпатии всех остальных учениц и несмотря на разницу в возрасте, многие из них влюблены в своего нового учителя. Те ученицы что были знакомы с истинной природой Нэги, впоследствии заключили с ним магический контракт и сформировали возглавляемую им группу «Ala Alba», названную по аналогии с группой его отца «Ala Rubra». По соображениям маскировки, Нэги часто появляется в своей взрослой форме, в которой выглядит как ровесник своих учениц. В этой форме он обычно называет себя именем своего отца. В магическом мире, ради победы на турнире, заключил контракт с одной из принцесс магического мира. Его артефакт представляет собой футляр с картами контракта, позволяющий Нэги использовать артефакт любой девушки заключившей с ним контракт.
По описанию рецензии ANN, девушек у Нэги набралось даже больше чем в крупнейших поп-группах Японии. Как отмечается в другой рецензии, хотя для сёнэн манги типичны бои построенные на столкновении голой силы, в бою с Раканом Нэги больше полагается не на силу, а на свой интеллект. По мнению рецензента, каждый автор вкладывает частицу себя в своего персонажа. Автор «Negima!: Magister Negi Magi» не является исключением. Он открыто заявляет, что является гиком и его Нэги вышел соответствующим. Он вечно неуверен в своих силах и, хотя это не удивительно для десятилетнего ребенка, неуклюж в отношениях с девушками. Для подобных неуверенных в себе интеллектуалов типично мечтать о том, чтобы одолеть такого атлета, как Ракан. И именно поэтому Нэги выходит победителем не за счет силы и магического таланта, а за счет своей сообразительности. Но несмотря на нестандартность пути к победе, бой все равно остается интересным.
В то же время в другой рецензии отмечается: хотя Нэги всегда помнит о своих долге и ответственности, что похвально, в экранизации «Negima!» это выглядит излишне преувеличено и вызывает ощущение, что авторы просто не способны развить о персонажа какие-либо другие характерные черты. Кроме того, рецензентом отмечается, что бесхребетность и доброта Нэги являются весьма типичными для гаремных произведений. Идея же о том, что Нэги узнает от своих учениц больше, чем учит их сам, реализована слишком тупо.
Сэйю: Рина Сато. Актёр в дораме: Юкина Касива.

## Класс 2/3-А
Ученицы Нэги в Академии Махора. Перечислены в соответствии со списком в классном журнале.

### Саё Аисака
Саё Аисака (яп. 相坂 さよ Aisaka Sayo) — призрак-дзибакурэй), живущий в академии «Махора». Саё умерла в 1940 году (примерно за 60 лет до начала событий манги). Во время уроков Саё занимает всегда пустующее место в классе, а в свободное время гуляет по территории «Махоры» и наблюдает за своими одноклассниками. Большинство людей либо просто не видят Саё, либо пугаются при встрече с ней. Ввиду этого Саё не может завести друзей и очень одинока. Со временем её смогла видеть Асакура Кадзуми, которая стала её первым другом. После знакомства с Асакурой, Саё часто шпионила для неё. Благодаря магии Евы она стала видна всем. Впоследствии Саё смогла переселиться в волшебную куклу, подаренную Евангелиной, и отправиться вместе с Нэги в мир магии.
По сюжету аниме-сериала «Mahou Sensei Negima!», Саё умерла, пытаясь спасти от бури цветочный сад своей младшей сестры. Так же, в аниме-сериале присутствует тот факт, что при жизни у Саё были чёрные волосы, и она была возлюбленной Коноэмона.
Сэйю: Юри Сиратори. Актёр в дораме: Маи Нисида.

### Юна Акаси
Юна Акаси (яп. 明石 裕奈 Akashi Yūna) — одна из учениц Нэги. Её отец — профессор Акаси, один из учителей-магов в академии. Мать погибла десять лет назад в мире магии, во время исполнения секретного задания. Тем не менее, о истинной природе своих родителей и существовании магии Юна узнала только в мире магии. Она близка со своим отцом настолько, что ревнует его к другим женщинам, чем заставляет беспокоиться своих одноклассниц. Озорная и спортивная девочка, часто гуляет вместе с Ако и Акирой. Принимала активное участие в большой игре во время фестиваля. В магическом мире она заключила с Нэги тринадцатый контракт. Её артефакт представляет собой два пистолета. Сэйю: Мадока Кимура. Актёр в дораме: Мая Ямамото.

### Кадзуми Асакура
Кадзуми Асакура (яп. 朝倉 和美 Asakura Kazumi) — одна из учениц Нэги. Хочет быть в курсе всех сенсаций в академии, и является частью кружка репортеров Махоры. Её преданность нахождению «истины» доходит до того, что она будет работать с врагами своих друзей лишь ради «сенсации». Казуми узнает о магии во время слежки за Нэги, но обещает не раскрывать тайны в обмен на информацию о магии. Она дружит с Саё и часто отправляет её шпионить за людьми в целях добычи информации. В мире магии заключила восьмой контракт с Нэги и получила артефакт призывающий группу летающих големов-шпионов. Сэйю: Аяна Сасагава. Актёр в дораме: Михо Аихара.

### Юэ Аясэ
Юэ Аясэ (яп. 綾瀬 夕映 Ayase Yūe) — одна из учениц Нэги. Чёрный бака-рейнджер возглавляющая бака-рейнджеров и лучшая подруга Нодоки. Неплохо учится, но слишком ленива. Как и Нодока влюбилась в Нэги и то что она испытывает чувства к избраннику её подруги, привело её в ужас. Дабы не стоять на пути Нодоки, Юэ была готова исчезнуть из Махоры. Однако, Нодока предпочла сохранить их дружбу. Впоследствии она стала пятой девушкой заключивший с Нэги магический контракт и получила артефакт снабжающий её всеми доступными магическому миру знаниями о волшебстве. Попав в магический мир и поступив в магическое училище, показала себя одним из самых талантливых магов. Сэйю: Нацуко Куватани. Актёр в дораме: Ами Осэ.

### Ако Идзуми
Ако Идзуми (яп. 和泉 亜子 Izumi Ako) — одна из учениц Нэги, член школьной музыкальной группы, также помогает медсестре Махоры. Стесняется публики и считает себя персонажем второго плана. На школьном фестивале Ако влюбилась во взрослую форму Нэги и лишь в магическом мире узнала что её возлюбленный был созданной магией иллюзией. Тем не менее, даже узнав что Наги на самом деле является десятилетним Нэги, Ако сохранила свои чувства к учителю и заключила с ним двенадцатый контракт. Её артефакт представляет собой огромный шприц размером с человека (игла имеет толщину в 1.8 сантиметра), укол которого в зад усиливает магические силы пациента. Сэйю: Котоми Ямакава. Актёр в дораме: Идзуми Фудзимото.

### Акира Окоти
- Акира Окоти (яп. 大河内 アキラ Ōkōchi Akira) — место № 6

Дата рождения: 26 мая 1988.

Группа крови: AB.

Рост: 175 см.

Любит: маленьких животных, спасать людей.

Не любит: драки, критиковать других.

Активность: клуб плавания.

Акира — тихая, спокойная, но при этом не такая застенчивая, как Нодока. Она дружит с Макиэ, Ако, и Юной.

Сэйю: Адзуми Ямамото. Актёр в дораме: Юки Такигава.

### Миса Какидзаки
- Миса Какидзаки (яп. 柿崎 美砂 Kakizaki Misa) — место № 7

Дата рождения: 15 мая 1988.

Группа крови: O.

Рост: 162 см.

Любит: воздушные шары, шопинг(ездит в город каждую неделю).

Не любит: газированные напитки.

Активность: группа поддержки, кружок хорового пения.

Миса дружит с Мадокой и Сииной, вместе с которыми и составляет группу поддержки.

Сэйю: Сидзука Ито. Актёр в дораме: Асуми Осима.

### Асуна Кагурадзака
Асуна Кагурадзака (яп. 神楽坂 明日菜 Кагурадзака Асуна) — главная героиня, сумеречная принцесса Вэспэратии. Обладает способностью нейтрализовывать магию, что в частности делает бесполезными любые магические атаки направленные на неё. В прошлом её сила столетиями использовалась для уничтожения и с её помощью были убиты десятки тысяч человек. Несмотря на столь почтенный возраст, на момент встречи с Наги она выглядела как маленькая девочка. В то время её силу попытались использовать в ритуале уничтожения магического мира. Однако, Асуна была спасена отцом Нэги. После войны её память была стёрта Такахатой.
На момент начала сюжета, Асуна ничего не помнит о своём прошлом и считает себя сиротой. Заботу о ней взял на себя директор академии и дабы не быть для него обузой, Асуна подрабатывает доставкой газет. Является красным бака-рейнджером, глупейшей из бака-рейнджеров. Но несмотря на свою глупость, обладает великолепными физическими данными. Влюблена в Такахату, однако, тот не принял её чувств считая что недостоин что бы его любили. Хотя Асуна терпеть не может детей, действия Нэги в роли учителя заставили её проникнуться симпатией к нему. Впоследствии она взяла его под свою защиту и стала первой девушкой, заключившей с ним магический контракт. Из-за близких отношений между ней и Нэги, большинство девушек подозревает что Асуна влюблена в него. Тем не менее, сама Асуна это всячески отрицает . Её артефакт имеет два режима:
1)Огромный антимагический веер(харисен — бумажная бита), уничтожающий большинство призванных созданий с одного удара, так же может служить инструментом наказания/вправления мозгов.
2)Здоровенный меч-цуруги, так же способный рассеивать(читай — рассекать) любую магию (сила его практически абсолютна, он даже смог разрезать клинки Ракана). Сэйю: Акэми Канда. Актёр в дораме: Сара Вакацуки.

### Мисора Касуга
- Мисора Касуга (яп. 春日 美空 Kasuga Misora) — место № 9

Дата рождения: 4 апреля 1988.

Группа крови: A.

Рост: 162 см.

Любит: спринт (особенно на 100 метров), подшучивать.

Не любит: задания от батюшки.

Активность: кружок картинга.

Сэйю: Аи Бандо. Актёр в дораме: Сидзука Хасэгава.

### Тятямару Каракури
Тятямару Каракури (яп. 絡繰 茶々丸 Karakuri Chachamaru) — робот созданный Сатоми, напарница Евангелины. Раньше была куклой-марионеткой. Несмотря на то что её хозяйкой является один из величайших злодеев магического мира, большую часть свободного времени Тятямару тратит в основном на помощь людям. К удивлению своей создательницы, Тятямару стала одной из девушек влюбившихся в Нэги и в итоге заключила с ним одиннадцатый магический контракт. Её артефакт призывает спутник в виде кошачьей головы, способный проводить мощные орбитальные атаки наземных целей. Сэйю: Акэно Ватанабэ. Актёр в дораме: Мари Саигуса.

### Мадока Кугимия
- Мадока Кугимия (яп. 釘宮 円 Kugimiya Madoka) — место № 11

Дата рождения: 3 марта 1989.

Группа крови: AB.

Рост: 160 см.

Любит: гюдон в Мацуя, серебряные аксессуары, западную музыку.

Не любит: бабников, свой голос.

Активность: группа поддержки.

Мадока — самая серьёзная из команды болельщиц класса. Она всегда выступает защитницей для своих друзей, а её фамилию одноклассницы часто используют как прозвище.

Сэйю: Мами Дэгути. Актёр в дораме: Мадока Итикава.

### Ку Фэй
Ку Фэй — (古 菲; катакана: クー フェイ; ромадзи: Kū Fei; пиньинь: Gǔ Fēi) — одна из учениц Нэги. Мастер китайских боевых искусств и наставница Нэги в ближнем бою. В магическом мире заключила с Нэги десятый контракт. Её артефакт представляет собой шест, способный меняться в размерах. Сэйю: Хадзуки Танака. Актёр в дораме: Сари Окамото.

### Конока Коноэ
Конока Коноэ (яп. 近衛 木乃香 Konoe Konoka) — внучка директора академии Махора и дочь главы Кансайского клана магов. С детства дружит с Сэцуной и живёт в той же комнате что и Нэги и Асуна. Её родители предпочитали не сообщать дочери о существовании магии. Однако, после знакомства с Нэги, ей пришлось столкнуться с волшебством и она стала четвёртой девушкой заключившей с ним контракт. Обучается на мага-целителя и её артефакт представляет собой веер, способный излечивать раны её друзей. 
Сэйю: Ай Нонака. Актёр в дораме: Хироко Мацунага.

### Харуна Саотомэ
Харуна Саотомэ (яп. 早乙女 ハルナ Saotome Haruna) — одна из учениц Нэги. Сплетница и мангака, носящая псевдоним «Пару». Обнаружив существование магии, она стала шестой девушкой заключившей с Нэги контракт. Её артефакт представляет собой альбом, призывающий все что в нём нарисовано Сэйю: Сава Исигэ. Актёр в дораме: Аюми Ватанабэ.

### Сэцуна Сакурадзаки
Сэцуна Сакурадзаки (яп. 桜咲 刹那 Sakurazaki Setsuna) — мечник, неофициальная телохранитель Коноки. Полу-человек, полу-птица, что скрывает, боясь что её природа положит конец её отношениям с Конокой. Как показано в идеальной реальности, в которую поймали героев в магическом мире, чувства Сэцуны к Коноэ носят отчасти лесбийский характер. Третья девушка, заключившая полноценный магический контракт с Нэги. В магическом мире также заключила контракт и с Конокой. Сэйю: Ю Кобаяси. Актёр в дораме: Харуки Итикава (эпизоды 1-15), Аина Нисиаки (эпизоды 20-25).

### Макиэ Сасаки
Макиэ Сасаки (яп. 佐々木 まき絵 Sasaki Makie) — ученица Нэги, член кружка аэробики, подруга Ако. Как и её подруга, влюблена в Нэги. В магическом мире заключила с ним четырнадцатый контракт. Её артефакт представляет собой гимнастическую ленту. Сэйю: Юи Хориэ. Актёр в дораме: Юри Кавасэ.

### Сакурако Сиина
- Сакурако Сиина (яп. 椎名 桜子 Shiina Sakurako) — место № 17

Дата рождения: 9 июня 1988.

Группа крови: B.

Рост: 164 см.

Любит: караоке, Булочку и Бисквит (её кошки).

Не любит: чёрные вещи что появляются на кухне (совсем иначе когда вместе со своими кошками).

Активность: группа поддержки, кружок лакросса.

Наиболее жизнерадостная из членов группы поддержки. Ей нравится Нэги, но лишь потому, что она считает его милым. В качестве хобби играет в азартные игры (возможно, это привычка, привитая в детстве). Ей везёт в большинстве ставок, например, она была единственной, кто поставил на Нодоку во время схватки за губы Нэги, и когда она ставила на получение высшего балла во время школьных экзаменов. Сакурако была в одном классе с Асуной и Аякой очень давно, и многое о них знает, и делает ставки во время их драк со времён перевода Асуны. Одна из её заметных особенностей — чрезвычайная активность, она всегда весела и думает о том, как бы хорошо провести время. Её быстрая реакция, особенно в классе или касаемо Нэги, обычно приводит к тому, что она первая отвечает на вопрос или запрос. Другая особенность её гиперактивности в том, что она составляет странные слова, которые должны улучшить другие слова в японском языке. Например, слово «хоняраба» (яп. ほにゃらば), полученное из выражения «Сорэ нараба» (яп. それならば В таком случае). Многие из её «слов» содержат в себе «ня» (яп. にゃ звукоподражание кошачьему мяуканью), что скорее всего связано с тем, что ей нравятся кошки.

Сэйю: Аканэ Омаэ. Актёр в дораме: Ао Каяма.

### Мана Тацумия
- Мана Тацумия (яп. 龍宮 真名 Tatsumiya Mana) — дочь хранителя Тацумия дзиндзя (находящегося на территории академии), демон-полукровка. При соответствующей плате берется за любую работу требующую навыков снайпера и широко известна как хладнокровный и превосходный стрелок. Хотя подобная работа приносит ей значительный доход, Мана скупа и постоянно пытается тем или иным способом сэкономить и получить скидку. Выглядит старше своих лет и обладает третьей по размеру грудью в классе. Сэйю: Михо Сакума. Актёр в дораме: Дзюри.

### Чао Линъинь (Тяо Ринсэн)
Чао Линъинь (яп. 超 鈴音 katakana: チャオリンシェン Chao Rinshen) — марсианка и потомок Нэги, происходящая из времени отдаленного примерно на сотню лет от событий манги. Как и её предок, могущественный маг и гений во всем, за что берётся. Ради предотвращения некой катастрофы, она пришла во время своего предка и стала одной из учениц Нэги. Сама она утверждает, что подобные катастрофы происходят в истории регулярно. Позднее раскрывается, что её целью было предотвращение уничтожения магического мира. Для предотвращения катастрофы Чао собиралась раскрыть миру существование магии и впоследствии руководить миром из тени, дабы снизить последствия возникшего хаоса. Помимо сил, достаточных для манипуляции правительством, она располагала и огромной армией роботов, достаточной чтобы прорвать оборону Махоры. Однако, проиграла Нэги, решившему занять сторону магов, и вернулась в своё время. Сэйю: Тиаки Осава («Negima!»); Мэгуми Такамото («Negima!?»). Актёр в дораме: Кэаки Ватанабэ.

### Каэдэ Нагасэ
Каэдэ Нагасэ (яп. 長瀬 楓 Nagase Kaede) — ниндзя, одна из учениц Нэги. Высокая и сильная девушка с мягким и спокойным характером. У неё беззаботное отношение к вещам, и почти всегда она с полузакрытыми глазами. Каэде адресует к себе как «Сэсся» и часто заканчивает свои высказывания «дэ годзару», что является устаревшей формой, использовавшейся самураями. У неё также есть привычка обращаться к людям с почтительным «-доно» (‘господин’, использовалось самураями по отношению к вышестоящим), это довольно иронично учитывая что она ниндзя (часто считались убийцами самураев). Так же, в речи часто использует словесную форму «нин-нин», обозначающую ниндзя. В свободное время тренируется в горах, владеет вымышленными, но активно использующимися в манге и аниме особыми навыками ниндзя, например «теневой двойник»  (яп. 影分身 кагэ бунсин) и «техника перевоплощения». Для большего эффекта она применяет свои навыки для помощи Нэги и его друзьям во время сражений. В качестве оружия использует кунай и гигантских размеров хира сюрикэн. Родилась в известном клане ниндзя, но в позднем поколении, её родители уже не практикуют ниндзюцу. Как один из плохих учеников в классе Каэде имеет прозвище «Baka Blue» из группы «Baka Rangers». Она вторая по росту в классе и вторая по размеру груди. Как и почти все девушки последовавшие за Нэги в магический мир, заключила с ним девятый магический контракт. Её артефакт представляет собой накидку, внутри которой скрывается целый дом. Данная накидка может использоваться как для маскировки (Каэдэ пропадает в ней), так и для транспортировки людей. Сэйю: Рёко Сираиси. Актёр в дораме: Юна Араи.

### Тидзуру Наба
- Тидзуру Наба (яп. 那波 千鶴 Naba Chizuru) — место № 21

Дата рождения: 29 января 1989.

Группа крови: A.

Рост: 172 см.

Любит: тихо текущую жизнь, помогать людям, быть в компании.

Не любит: одиночество, отношения на расстоянии.

Активность: кружок астрономии.

Дополнительно: работает волонтёром в городе.

Она добродушная, заботливая, любящая и ещё немного странная девочка (напр. имеет проблемы с людьми называющими её «старой»). Тизуру хороший повар и отлично управляется с домашними делами. Несмотря на свою доброту, время от времени она может быть устрашающей. У Тидзуру самая большая грудь в классе. После того как Нэги вернулся из магического мира, Тидзуру заключила с ни шестнадцатый магический контракт.

В 8 томе манги в приложении и «Negima Workshop» Кэн Акамацу упоминает, что Тизуру и Муцуми Отохимэ из Love Hina внешне похожи. Тизуру задумывалась как персонаж, имеющий комплекс в отношении своего отца, учителя в школе. Позже это обменяли на «дошкольный помощник» с другим персонажем, которым стала Акаси Юна.

Сэйю: Миса Кобаяси. Актёр в дораме: Аи Танимото.

### Фука Нарутаки
- Фука Нарутаки (яп. 鳴滝 風香 Narutaki Fūka) — место № 22, старшая сестра

Дата рождения: 6 декабря 1988.

Группа крови: A.

Рост: 128 см.

Любит: розыгрыши, сладкое.

Не любит: призраков, сидеть спокойно.

Активность: кружок прогулок.

Старшая из сестёр Нарутаки и заметный озорник в классе, она словно всегда ищет как бы попасть в неприятности. Чаще всего она потягивает Фумику себе в помощь. Они обе проходят обучение ниндзюцу у Каэде, но неизвестно, обладают ли они на самом деле какими-либо навыками. Единственное действенный навык, показанный ими — «шпионаж» — заключается в том чтобы подслушать и убежать. Фуке нравится дразнить Нэги, преувеличивая то, что с ним случается. Они с сестрой — самые маленькие в классе по росту.

Сэйю: Кимико Кояма. Актёр в дораме: Сая Катаока.

### Фумика Нарутаки
- Фумика Нарутаки (яп. 鳴滝 史伽 Narutaki Fumika) — место № 23, младшая сестра

Дата рождения: 6 декабря 1988.

Группа крови: A.

Рост: 128 см.

Любит: уборку, сладкое.

Не любит: длинные и волосатые вещи (например, гусениц).

Активность: кружок прогулок, ответственная за форму.

Младшая сестра-близнец Фуки и полная её противоположность. Каждый раз, когда её сестра собирается совершить пакость, Фумика пытается её остановить, считая, что это плохая идея. Близнецы проходят тренировки ниндзюцу у Каэде; во время состязания «Поцелуй Нэги» в Киото, а также когда они позже хотели поиграть с Нэги, их можно увидеть в костюмах ниндзя. Фумика с сестрой — единственные девочки в классе, которые не прошли половое созревание.
Сэйю: Мари Кано. Актёр в дораме: Манака Ямамото.

### Сатоми Хакасэ
- Сатоми Хакасэ (яп. 葉加 美 Hakase Satomi) — место № 24

Дата рождения: 14 июля 1988.

Группа крови: B.

Рост: 145 см.

Любит: роботы, её нынешний исследовательский проект (использование магии в машинах).

Не любит: ненаучные темы.

Активность: общество изучения робототехники, общество изучения реактивных двигателей.

Сатоми — эксперт в робототехнике. Она дружит с Чао Линъинь, вместе они создали Тятямару. Вместе с Чао они любят тестировать её изобретения на Гу Фэй. Хакасэ обладает высокими умственными способностями, она одержима своей работой, ей не всегда достаёт здравого смысла, это привило к тому что одноклассники считаю её и Чао «безумными учёными». Она не приемлет вещи, которые не могут быть объяснены или научно доказаны. Несмотря на это, она осведомлена о магии и даже использует её в своих изобретениях, в частности, в её лучшем творении, Тятямару. Сильное впечатление на Хакасэ произвело то, что Тятямару начала проявлять человеческие эмоции, её отношения с Нэги.

Сэйю: Май Кадоваки. Актёр в дораме: Ририко Утида.

### Тисамэ Хасэгава
Тисамэ Хасэгава (яп. 長谷川 千雨 Hasegawa Chisame) — одна из учениц Нэги. Косплеер, хакер и популярный интернет идол, большую часть своего времени проводящая в сети. В отличие от своих одноклассниц, она обращает внимание на такие странности как робот посещающий школьные занятия и девятилетний ребенок в роли учителя. Поэтому, стремясь к обычной жизни, она держится в стороне от остального класса представляющего собой воплощение ненормальности. Тисамэ постоянно жалуется как на то что её насильно втягивают в дела друзей Нэги, так и на увеличивающуюся с каждым днем ненормальность её окружения. Тем не менее, на самом деле она на столько удовлетворена жизнью, что на неё не действует магия Cosmo Entelecheia призванная погружать человека в иллюзорный мир, где нет ничего что делало его несчастным в реальной жизни. Стремясь сохранить нормальную жизнь, Тисамэ заключила с Нэги седьмой контракт и объединилась с ним против Тяо. Полученный в результате артефакт позволяет Тисамэ проводить хакерские атаки через сеть или вести информационную войну с целью поднятия рейтинга своего блога. Сэйю: Юми Симура. Актёр в дораме: Нацуко Асо.

### Евангелина Атанасия Кэтрин МакДауэлл
Евангелина Атанасия Кэтрин МакДауэлл (яп. エヴァンジェリン・アタナシア・キティ・マクダウェル Evanjerin Atanashia Katerin Makudaueru) — одна из учениц Нэги. Древний вампир и сильнейший маг тьмы. Широко известный среди магов злодей, чьим именем до сих пор пугают детей. В прошлом была влюблена в отца Нэги. Однако, тот не принял её чувства. Её попытки преследовать отца Нэги закончились дуэлью, которую Евангелина проиграла. В результате на неё было наложено проклятье привязавшее её к академии и заставившее жить жизнью обычной девочки. Хотя, отец Нэги обещал со временем снять с неё проклятье, ныне он считается умершим и единственный известный Евангелине способ освободиться — напиться крови Нэги. Несмотря на изначальную вражду с Нэги, впоследствии стала его наставницей в магии. Позднее, также взяла в ученики Асуну и Котаро. Большинство её тренировок способны убить нормального человека, но Евангелина придерживается мнения что обычным людям в её учениках делать нечего. Сэйю: Юки Мацуока. Актёр в дораме: Сакина Куваэ.

### Нодока Миядзаки
Нодока Миядзаки (яп. 宮崎 のどか Miyazaki Nodoka) — тихая и скромная помощница библиотекаря. Влюблена в Нэги и несмотря на свою стеснительность, открыто призналась ему в любви. Однако, ввиду возраста, дать ей конкретный ответ Нэги не смог. Впоследствии она стала второй девушкой заключившей с Нэги полноценный магический контракт. Её артефакт представляет собой волшебную книгу, позволяющую читать мысли людей в определенном радиусе от себя. Сэйю: Мамико Ното. Актёр в дораме: Мию Вагава.

### Нацуми Мураками
- Нацуми Мураками (яп. 村上 夏美 Murakami Natsumi) — одна из учениц Нэги. Милая и застенчивая девочка, актриса в театральном кружке. Она любит играть на сцене, но ей не нравится её импровизации и её внешний вид. Считает своё тело невзрослым. Также у неё комплекс по поводу её веснушек и ярко рыжих волос. Ситуацию ухудшает ещё и то, что Нацуми живёт в одной комнате с Юкихиро Аякой и Наба Тизуру, так как они обе высокие и имеют хорошую фигуру. После того как подобрала Котаро, она заменила ему семью и в магическом мире заключила с ним контракт. Её артефакт представляет собой театральную маску делающую невидимой как саму Нацуми, так и всех кого она держит за руку. Последний раз подобный артефакт появлялся 280 лет назад. В конце манги вышла замуж за Котаро. Сэйю: Май Айдзава. Актёр в дораме: Эри Мукуноки.

### Аяка Юкихиро
Аяка Юкихиро (яп. 雪広 あやか Yukihiro Ayaka) — староста класса Нэги. Девушка из богатой семьи, одна из лучших учениц класса. Сначала сюжета увлечена Нэги и готова ради него на все. Хотя она видит в Нэги замену своему умершему брату, у неё регулярно идет кровь носом при мыслях о учителе, даже если речь идет всего лишь о поцелуе для заключения контракта. Враждует с Асуной с момента зачисления последней в школу. Тем не менее, несмотря на вражду, Аяка и Асуна заботятся друг о друге. Также, Аяка спонсирует школьные мероприятия, в частности те которые призваны выдать очередное магическое сражение «Махоры» за обычное представление. После того как Нэги вернулся из магического мира, Аяка заключила с ним пятнадцатый контракт. В результате она получила чрезвычайно редкий артефакт, который позволяет ей встретиться с любым человеком, даже президентом, без каких либо предварительных формальностей. Сэйю: Дзюнко Минагава. Актёр в дораме: Рэй Оцука.

### Сацуки Ёцуба
- Сацуки Ёцуба (яп. 四葉 五月 Yotsuba Satsuki) — место № 30

Дата рождения: 12 мая 1988.

Группа крови: A.

Рост: 156 см.

Любит готовить, смотреть, как люди с удовольствием едят её блюда, жить в своём собственном темпе.

Не любит: драки.

Активность: дежурная по столовой, кружок кулинарии.

Добрый человек и хороший повар. Ей очень нравится готовить и ходить в кружок кулинарии, она также работает в Чао Бао Зи, ресторане, устроенном в трамвае, где она продаёт мясные булки и другую пищу вместе с Чао Линъинь, Хакасэ, Гу Фэй и Тятямару. Она хороший и трудолюбивый человек. Сацуки уважают во всей Академии, даже Евангелина (которая считает своих одноклассниц стадом пустоголовых школьниц) и Нитта (как учитель видит в школьниках, в особенности в учениках 2-A (3-A), хулиганов, нуждающихся в дисциплине). Её присутствие вызывает спокойствие и она может быстро остановить драку, даже между старшеклассниками и студентами из клубов боевых искусств. Хацуки мечтает открыть свой собственный ресторан, чтобы нести людям счастье через свою еду. У неё также уникальная манера говорить, в манге это показано через отсутствие диалоговых облаков. Возможно Сацуки заранее была известна настоящая личность Чао Линъинь, и она знала о существовании магии, так как она помогала Такамити, Мисоре и Коконе сбежать из подземного комплекса Чао Линъинь, и даже пилотировала трамвай Чао Бао Зи, чтобы спасти Чао и Нэги после их битвы. В манге и аниме её ассоциировали с коалой.

Сэйю: Наоми Иноуэ. Актёр в дораме: Мэй Симидзу.

### Зази Рейнидей
- Зази Рейнидей — Зази Рейнидей (яп. ザジ・レイニーデイ Zaji Reinīdei) — место № 31

Дата рождения: 17 марта 1989.

Группа крови: B.

Рост: 151 см.

Любит: маленьких животных и птиц.

Активность: акробатический кружок (внешкольный).

Молчаливый акробат и одна из наиболее загадочных студентов класса. О ней мало что знают, так как она редко с кем либо говорит (в манге она заговорила всего 8 раз). Известно только, что она член цирка Кошмаров, акробатического кружка и ещё она управляла группой «духов» (похожи на безликого из Унесённые призраками, на ангела из Евангелион или на Пустых из аниме Блич) во время школьного фестиваля, когда она заменяла одноклассниц в домике ужасов, также на прощание она подарила Чао Линъинь маленького живого дракона. Она способна видеть Саё без помощи магии Нэги и без дружеских отношений, как в случае с Асакурой. Она темнокожая и имеет две отметки на лице: большую слезу под левым глазом, и вертикальную черту, напоминающую шрам, пересекающий правую часть лица. Также у неё есть старшая сестра Поё.

Сэйю: Юка Инокути. Актёр в дораме: Таэка Хатасава.

## Учителя и персонал Махоры

### Такамити Такахата
- Такамити Такахата (高畑・T・タカミチ) — учитель средних классов в Академии Махора, друг Нэги и ученик одного из соратников его отца. Участник ОО.

### Сидзуна Минамото
- Сидзуна Минамото (源 しずな) — заведующая учебной частью.

### Коноэмон Коноэ
- Коноэмон Коноэ (近衛 近右衛門) — дедушка Коноэ Коноки, директор Академии Махора, глава Магической Ассоциации Канто.

## Прочие

### Котаро Инугами
Котаро Инугами (犬上 小太郎) — оборотень, любитель хороших драк. Однако, если в бою против парней он дерется в полную силу, то в бою с девушками сдерживается и предпочитает вовсе не драться с ними. Изначально рассматривал Нэги как хорошего оппонента в бою, впоследствии стал его другом. Как и Нэги, один из учеников Евангелины.

### Альбер Камомиль
- Альбер Камомиль (Камо) (Albert Chamomile) — маг-горностай. Старый друг Нэги, подружившийся с ним когда Нэги вытащил Камо из капкана. На момент начала сюжета, наворовал огромное количество женского белья. Как утверждает сам, хотел сделать из него теплую постель для больной сестры. В результате он был вынужден бежать из Англии и стал подручным Нэги. Имеет хорошие связи в магическом мире, позволяющие ему доставать различные магические зелья. Создает магические печати для контрактов между Нэги и девушками.

### Наги Спрингфилд
- Наги Спрингфилд (Nagi Springfield) (Thousand Master) — отец Нэги, легендарный герой остановивший войну в магическом мире и по легенде знавший тысячу заклинаний. На самом деле, несмотря на своё могущество, Наги было лень учиться и он бросил школу успев выучить всего несколько заклинаний. Все остальные ему приходится читать из блокнота. Знавшими его людьми описывается как идиот. Аналогичное впечатление на окружающих производят и его компаньоны.

### Джек "тысяча клинков" Ракан
- Джек Ракан - считается непобедимым бойцом, изначально был нанят, чтобы разобраться с Наги и "Алыми крыльями", однако после того, как он с Наги сошелся в рукопашную, продлившуюся с утра и до ночи, стал его уважать и отказался от своего контракта, после чего вступил в "Алые крылья", после исчезновения Наги - затаился, живя обычной жизнью.. После выступлений Неги на Арене стал его учителем а после ничьей в Финале - хорошим другом. В манге Неги упоминает что Ракан стал таким сильным, борясь на Арене и из года в год тщательно тренируясь. Его артефакт позволяет создавать любое оружие, которое он захочет, и в каких угодно количествах.

### Тигуса Амагасаки
- Тигуса Амагасаки (天ヶ崎 千草) — маг из Кансайской Магической Ассоциации, хотела помешать миру между двумя магическими ассоциациями Японии и добиться превосходства своей стороны.

### Цукуёми
- Цукуёми (月詠) — мечник Симмэй Рю, нанятая Тигусой Амагасаки. Владеет проклятым мечом Ёто Хины, который получила от сихана додзё Симмэй Рю (в манге сихан несла на плече птицу, которую Цуруко передала Мотоко).

### Вильгельм Йозеф фон Херрман
- Вильгельм Йозеф фон Херрман (Wilhelm Josef Von Herrman) — демон, принимавший участие в нападении на деревню Нэги.

### Эйсюн Коноэ
- Эйсюн Коноэ (近衛 詠春) — отец Коноэ Коноки, глава Кансайской Магической Ассоциации, соратник Наги.

### Некане Спрингфилд
- Некане Спрингфилд (Nekane Springfield) — сестра Нэги, которая заботилась о Нэги до его назначения.

### Анна Юрьевна Коколова
- Анна (Аня) Юрьевна Коколова — подруга детства Нэги, на год старше его, после окончания школы была назначена как предсказатель судьбы в Лондоне. Ревнует Нэги к его ученицам, но старается не выдать наличие каких либо чувств к Нэги. Обладает маленькой грудью и считает всех девушек с большой грудью своими врагами.